# هضبة تشالنجر
هضبة تشالنجر هي هضبةٌ كبيرةٌ تحت سطح الماء غرب نيوزيلندا وجنوب لورد هاو رايز. يبلغ قُطرها حوالي 500 كيلومتر (310 ميل) ومساحتها حوالي 280,000 كيلومتر مربع (110,000 ميل2). يتراوح عمق المياه فوق الهضبة بين 500 متر (1,600 قدم) إلى 1,500 متر (4,900 قدم) ويغطيها ما يصل إلى 3,500 متر (11,500 قدم) من الصخور الرسوبية منذ العصر الطباشيري العلوي حتى العصر الحديث. نشأت الهضبة أثناء تفكك غندوانا، وهي واحدة من الأجزاءٍ الخمسة الرئيسية المغمورة في زيلانديا، وهي قارةٌ مغمورةٌ بالماء.